# Teteriv

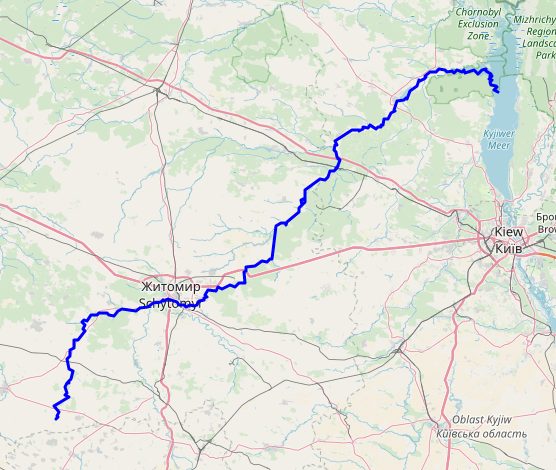
Cursul Teterivului

Teteriv (în ucraineană Тетерiв, transliterat: Teteriv) este un afluent de dreapta al râului Nipru în regiunile Jîtomîr și Kiev din Ucraina. Are o lungime de 365 km si un bazin de 15.300 km².
În cursul inferior valea Teterivului în Polesia se lărgește până la 4 km, lățimea râului se lărgește până la 40-90 m înainte de a se vărsa în Nipru.
Cocoșul de munte se hrănește predominant cu zăpadă și ploaie. De obicei, îngheață din decembrie până în martie.
Orașele mari situate pe râu sunt: Jîtomîr, centrul administrativ al regiunii Jîtomîr, Korostîșiv și Radomîșl.